# Epitel
Epitel ili epitelno tkivo (novolat. epithelium, od epi- + grč. ϑηλή: dojka; prvotno je naziv označivao samo tkivo na bradavici dojke), tanko, plošno prostrto tkivo koje pokriva sve vanjske tjelesne površine i oblaže unutarnje tjelesne šupljine višestaničnih životinjskih ili biljnih organizama. Jedna od 4 osnovne vrste tkiva. Tijekom intrauterinog razvitka nastaje iz sva tri zametna listića. Sastavljeno je od tijesno priljubljenih stanica koje su gusto zbijene i čvrsto povezane. Ima malo međustanične tvari. Potpuno je avaskularno tj. nema krvnih žila, ali iznimka je stria vaskularis u unutarnjem uhu. Prehranjuje se difuzijom iz krvnih kapilara vezivnog tkiva. Epitelno tkivo je smješteno iznad vezivnog tkiva, odvojeno je od njega strukturom koja je vidljiva svjetlosnim mikroskopom i naziva se bazalna membrana. Oblik uvjetuje gusti smještaj epitelnih stanica te ih dijelimo na:
- pločaste stanice
- kubične stanice

Oblik njihovih jezgara prilagođen je obliku same stanice, a može biti kuglast, izdužen ili ovalan. Kubične stanice imaju okruglu jezgru, dok pločaste i cilindrične imaju spljoštene, ovalne jezgre pri čemu je uzdužna os jezgre uvijek usporedna s glavnom osi stanice.
Epitelno tkivo nastaje iz svih triju embrionalnih zametnih listića. Najveći dio epitela koji prekriva kožu, usnu i nosnu šupljinu te anus je ektodermalnog podrijetla. Epitel dišnog i probavnog sustava te žlijezda koje su im priključene nastaje od endoderma. Ostali epiteli (npr. endotel krvnih žila) potječu od mezoderma.
Stijenke epitelne stanice:
- Bazalna stijenka ima sloj izvanstanične tvari koji se naziva bazalna lamina. Derivat je epitela. Vidi se samo elektronskim mikroskopom, a sastoji se od mreže tankih vlakanaca što se naziva lamina densa i može s jedne ili obje strane lamine denese imati i svjetliji sloj - lamina rara. Bazalna lamina je izgrađena od kolagena tipa IV, laminina i proteoglikana (heparan sulfat). Sidrenim vlakancima, građenih od kolagena tip VII i snopova mikrofibrila, je s donje starne pričvršćena na vezivno tkivo. Ima ulogu selektivne barijere, a potrebna je za uzajamno djelovanje stanice, te pri njihovom razmještanju i gibanju. Bazalna membrana je pojam u svjetlosnoj mikroskopiji, a sastoji se od dvije bazalne lamine ili jedne bazalne lamine i retikularne lamine. Za razliku od bazalne lamine, retikularna lamina je derivat stanica vezivnog tkiva. Uz bazalnu laminu prilježe bazalni pol epitelnih stanica. On je kod većine epitelnih stanica građen gotovo jednako jer služi istoj svrsi - izmjeni tvari.

- Lateralna stijenka ima nekoliko specijaliziranih područja stanične membrane koji omogućuju udruživanje stanica, njihovu međusobnu povezanost i komunikaciju. To su različite makromolekule i ioni (glikoproteini, proteoglikani, kalcij uz EDTA), ali na lateralnoj stijenci to su međustanični spojevi.[1]

```
Oni su mjesta adhezije, brtvila koja sprječavaju prolaz tvari kroz međustanični prostor te tvorbe koje omogućuju komunikaciju.
```

- - Nepropusni spojevi
    - čvrste spojeve (Zonula okludens, okludentna zonula)čine membrane susjednih stanica su se stopile i zabrtvile međustanični prostor da priječe protok tvari između epitelnih stanica (paracelularni put). Nalaze se na samom vrhu stanice.

  - Pričvrsni spojevi
    - Zonula adherens (adherentna zonula, intermedijarni spoj) sadrži ploču guste tvari na citoplazmatskoj strani spojnog dijela membrane od koje polaze aktinski filamenti šireći se u citoplazmu. Taj spoj okružuje stanicu poput pojasa i služi za povezivanje susjednih stanica. Zonula okludens i zonula adherens zajedno čine završnu prečku koja se vidi svjetlosnim mikroskopom.
    - Dezmosom (Macula adherens) je ovalna tvorba smještena nasuprot jednakoj tvorbi na susjednoj stanici pri čemu su njihove membrabne malo razmaknute. S unutrašnje strane stanične membrane nalazi se kružna gusta nakupina tvari - pričvrsna ploča na koju se vežu citokeratinski intermedijarni filamenti koji se tu svijaju i vraćaju u citoplazmu poput sigurnosne igle. Izgledaju poput zakrpa. Na dodirnoj površini nekih epitelnih stanica i njihove bazalne lamine (povezuje ih) se često nalazi hemidezmosom što izgleda poput polovice dezmosoma.

  - Komunikacijski spojevi
    - tijesni spoj (nexus, procjepna veza, gap junction) čine susjedne stanične membrane koje povezuju bjelančevine s hidrofobnim središtem (konekson), pa nastaje hidrofilni kanal koji omogućuje prelaženje čestica male molekularne mase iz jedne stanice u drugu. Nalaze se u jetri, leći i srčanom mišiću. Stanice tako nisu neovisne, nego djeluju u skladu jedna s drugom.

- Slobodna stijenka (površina) čini apikalni pol, a razlikuje se ovisno o funkciji stanice (zaštita, sekrecija, apsorpcija, podražljivost). Ima specijalizirane tvorbe koje upućuju na njenu funkciju :
  - Mikrovili su kratki ili dugi, prstoliki izdanci citoplazme pokriveni staničnom membranom i povećavaju slobodnu površinu stanice, a osnovna funkcija im je apsorpcija. Prekriva ih glikoproteinski glikokaliks (vlaknasta ovojnica). Na svjetlosnom mikroskopu, mikrovili s glikokaliksom su gusto zbijeni i nazivaju se četkasta prevlaka. Nalaze se na pokrovnom epitelu tankog crijeva i proksimalnom kanaliću bubrega

- - Stereocilije su dugi, nepokretni, razgranati mikrovili (u kanalićima epididimisa)
  - Trepetljike (cilije) – izduženi, pokretljivi izdanci na slobodnoj površini epitelnih stanica. Dulje su od mikrovila. Sadrže jedan par mikrotubula okruženih s još devet parova mikrotubula i polaze od bazalnog tjelešaca koje ima strukturu centriola. Omogućuju strujanje tekućine ili čestica u jednom smjeru svojim gibanjem napred nazad. nalaze se u dišnom sustavu.
  - Bičevi (flagela) su istog sastava kao i trepetljike, ali su još duži. U čovjeka se nalaze samo kod spermija gdje jedna stanica ima jedan bič.

Vrste epitela:
Zbog razlika u funkciji epitelno tkivo dijelimo na:
- Pokrovni epitel
- Žljezdani epitel
- Osjetni epitel

## Pokrovni epitel
Pokrovni epiteli su tkiva u kojima su stanice poredane u slojeve i pokrivaju površinu tijela ili unutrašnjost organa. Osnovna funkcija pokrovnog epitela je zaštita površine na kojoj se nalazi. Grade ga stanice koje mogu biti pločastog, kubičnog ili cilindričnog oblika, složene u jedan ili više slojeva. Prema obliku i broju slojeva stanica svaki pokrovni epitel dobiva svoj naziv. U slučaju da sve stanice u jednom epitelu nisu jednakog oblika, tada u naziv ulazi oblik stanica koje se nalaze u površinskom sloju. 
- - Jednoslojni epitel sadržava samo jedan sloj stanica i sve stanice dodiruju bazalnu laminu.
    - Jednoslojni pločasti
    - Jednoslojni kubični
    - Jednoslojni cilindrični
    - Višeredni cilindrični

- - Mnogoslojni epitel ima više od jednog sloja stanice.
    - Dvoslojni kubični
    - Dvoslojni cilindrični
    - Mnogoslojni pločasti oroženi
    - Mnogoslojni pločasti neoroženi
    - Mnogoslojni cilindrični
    - Prijelazni epitel

- - Neuroepitelne (specijalizirane za prijenos osjeta) i mioepitelne stanice (specijalizirane za kontrakciju)

Jednoslojni pločasti epitel je sastavljen od jednog sloja pločastih stanica čije su jezgre spljoštene, paralelne s bazalnom laminom. Nalazi se na više mjesta u tijelu (npr. unutarnje uho, oko, tanki segment Henleove petlje). Posebni oblici su: mezotel, endotel i mezenhimni epitel.
Jednoslojni kubični epitel je građen od jednog sloja višekutnih stanica čije su sve tri dimenzije podjednake. Jezgre kubičnih stanice su okrugle. Ovaj epitel oblaže lumen većine bubrežnih kanalića, nalazi se na prednjoj površini leće, prekriva površinu jajnika itd.
Jednoslojni cilindrični epitel je građen od jednog sloja uskih i visokih - cilindričnih stanica. Jezgre su ovalne tako da je njihova dulja os paralelna s duljom osi stanice. Prekriva unutrašnju površinu želuca, tankog i debelog crijeva, žučnog mjehura itd. Na preparatu tankog crijeva između cilindričnih stanica se nalaze žljezdane vrčaste stanice koje izlučuju sluz.
Višeredni cilindrični epitel je građen od jednog sloja cilindričnih stanica koje nisu sve jednako visoke. Sve stanice leže na bazalnoj lamini, ali samo neke od njih dopiru do površine epitela. Zbog toga su jezgre položene u više redova te je epitel dobio naziv višeredni. Ovaj epitel prekriva provodne cijevi u dišnom sustavu i neke od kanala u spolnom sustavu muškarca .
Višeredni cilindrični epitel u dišnom sustavu na svojoj površini ima pokretne trepetljike - kinocilije. Između epitelnih stanica nalaze se brojne vrčaste stanice, koje ponekad formiraju i višestanične endoepitelne žlijezde.
Dvoslojni kubični epitel je građen od dva sloja višekutnih stanica s okruglim jezgrama. Oblaže izvodne kanale egzokrinih žlijezda (npr. žlijezde slinovnice).
Dvoslojni cilindrični epitel je građen od dva sloja stanica. Sloj uz bazalnu laminu čine stanice kubičnog oblika, dok su one na površini cilindrične i posjeduju trepetljike. Oblaže ductus epididymidis u spolnom sustavu muškarca.
Mnogoslojni pločasti oroženi epitel na površini ima sloj mrtvih stanica koje su potpuno impregnirane keratinom. Taj se sloj naziva rožnati sloj ili stratum corneum. Mnogoslojni pločasti oroženi epitel nalazi se na površini kože i ima zaštitnu ulogu.
Mnogoslojni pločasti neoroženi epitel ima mnogo slojeva stanica. Sve stanice, i one najpovršnije su žive i posjeduju jezgre. Nalazi se na površini sluznica (usna šupljina, jednjak, rodnica itd).
Prijelazni epitel je dobio naziv po sposobnosti površinskih (Dogielovih) stanica da mijenjaju svoj oblik. Površinske stanice su konveksne na apikalnom polu, dok se u njihov bazalni pol utiskuju stanice dubljih slojeva čineći udubljenja. Tako poprimaju karakterističan oblik kišobrana te ih nazivamo i kišobranaste stanice. Kišobranaste stanice posjeduju tanke izdanke koji ih spajaju s bazalnom laminom i često posjeduju dvije jezgre. Svoj oblik mijenjaju ovisno o stanju rastegnutosti stijenke mokraćnog mjehura. Njihov apikalni pol prekriva specifično građena stanična membrana (crusta) koja epitelu osigurava zaštitu od agresivnog djelovanja urina. Stanice dubljih slojeva su znatno manje od kišobranastih, višekutne su i poredane u više slojeva. One nemaju sposobnost promjene svog oblika, već se ovisno o rastegnutosti stijenke mjehura rasporede u veći ili manji broj slojeva. Ovaj epitel nema vezivnotkivnih papila.

## Žljezdani epitel
- Žljezdani epitel izgrađuju stanice koje proizvode sekret, obično pohranjen u sekretnim zrncima. One nastaju urastanjem pokrovnog epitela u vezivno tkivo. U slučaju da se stanice žljezdanog epitela zadrže između stanica pokrovnog nazivamo ih endoepitelnim žlijezdama. Ostale žlijezde su egzoepitelne.

Podjela žlijezda:
- - prema broju žljezdanih stanica:
    - jednostanične
    - mnogostanične

- - prema mjestu izlučivanja sekreta:
    - Endokrine žlijezde izlučuju svoj proizvod u krv i nemaju odvodnih kanala, a njihovi sekrecijski dijelovi građeni su od tračaka, nakupina ili folikula.
    - Egzokrine žlijezde - izlučuju svoj proizvod kroz odvodni kanal te imaju sekrecijski dio i odvodni kanal

- - prema razgranjenosti odvodnog kanala:

- -     - jednostavne - nerazgranjen kanal
    - složene - razgranjen kanal

- - prema obliku sekrecijskog dijela:
    - alveolarne - okrugli raspored stanica
    - tubulusne - duguljasti raspored stanica
    - alveotubulusne - sadrže i okrugle i duguljaste grupice sekrecijskih stanica

- - prema načinu izlučivanja sekreta (ekstruzija):
    - merokrine (eccrina) - sekretna zrnca izlaze egzocitozom
    - apokrine - sekret se izlučuje zajedno s apikalnim dijelom citoplazme
    - holokrine - pri sekreciji propada cijela stanica, redovito su poliptihe, dok su sve ostale žlijezde monoptihe

- - s obzirom na karakteristike sekreta:
    - serozna
    - mukozna
    - mješovita

## Svojstva i funkcije epitela
Opća svojstva epitelnih stanica:
- polarnost
- prehrana (difuzijom)
- inervacija (dobra živčana opskrba)
- obnavljanje (mitozom)
- metaplazija (jedna vrsta epitela prelazi u drugu)

Funkcionalni tipovi epitelnih stanica:
- stanice koje prenose ione - imaju uvrnuća bazalnog dijela stanične membrane i mitohondriji)
- stanice koje prenose tvari pinocitozom - imaju mnoštvo pinocitotskih mjehurića
- stanice koje proizvode kemijske glasnike (neurokrine, parakrine, endokrine)
- stanice koje proizvode bjelančevine - hrapavi endoplazmatski retikulum, mitohondriji, Golgijevo tijelo)
- stanice difuznog neuroendokrinog sustava (DNES)
- stanice koje izlučuju sluz - hrapavi ER, mitohondriji, veliki Golgijev kompleks
- serozne stanice - puno HER, mitohondrija i Golgijevog kompleksa
- mioepitelne stanice (sadrže miofilamente i citokeratinske intermedijarne filamente)
- stanice koje proizvode steroide - glatki endoplazmatski retikulum, mitohondriji, masne kapljice